# مارکو دی پائولو
مارکو دی پائولو (انگلیسی: Marco Di Paolo؛ زادهٔ ۵ نوامبر ۱۹۸۶) بازیکن فوتبال اهل ایتالیا است.
از باشگاه‌هایی که در آن بازی کرده‌است می‌توان به باشگاه فوتبال بوتو پلوودیو اشاره کرد.